# Суперкубок Германии по футболу 2025
Суперкубок Франца Беккенбауэра 2025 (нем. 2025 Franz-Beckenbauer-Supercup) — 16-й розыгрыш Суперкубка Германии (и первый с момента присвоения турниру имени Франца Беккенбауэра), в котором встретились чемпион Германии и обладатель Кубка Германии. Матч состоялся 16 августа 2025 года.
В матче встретились обладатель Кубка Германии 2024/25, «Штутгарт», и чемпион Германии 2024/25, «Бавария». Традиционно турнир принимает на своём домашнем стадионе обладатель Кубка, однако хозяин конкретного розыгрыша подлежит подтверждению со стороны немецкого футбольного союза.

## Команды
| Команда  | Способ квалификации               | Участия в суперкубке (победы выделены)                                                                    |
| -------- | --------------------------------- | --- |
| Штутгарт | Обладатель Кубка Германии 2024/25 | 2 (1992, 2024)                                                                                            |
| Бавария  | Чемпион Германии сезона 2024/25   | 17 (1987, 1989, 1990, 1994, 2010, 2012, 2013, 2014, 2015, 2016, 2017, 2018, 2019, 2020, 2021, 2022, 2023) |

## Отчёт о матче
| Штутгарт       | 1:2     | Бавария             |
| -------------- | ------- | ------------------- |
| Левелинг 90+3′ | (отчёт) | Кейн 18′ · Диас 77′ |

| Штутгарт |  | Бавария |

|  | Регламент матча: - 90 минут основного времени. - Послематчевые пенальти в случае ничейного счёта. - Максимум пять замен. |